# Paraleptomys wilhelmina
Paraleptomys wilhelmina — вид гризунів родини мишевих (Muridae). Зустрічається в Західному Папуа, Індонезії та Папуа-Новій Гвінеї. Є два наразі не описані види, пов'язані з цим таксоном.

## Морфологічна характеристика
Вид із довжиною голови та тіла від 105 до 126 мм, довжиною хвоста від 125 до 135 мм і вагою від 31 до 35 грамів. Довжина задніх лап становить від 25 до 31 мм, а вуха — від 17 до 18,5 мм. Типовим є м’яке і шерстисте хутро, яке зверху сіро-коричневе, а на спині здається темнішим. Знизу світло-сіре хутро. Відмінною рисою є хвіст, сірий зверху і білий знизу і на кінчику. Червонуватих відтінків на боках або білуватого горла, як у іншого виду, немає.

## Спосіб життя
Екземпляри ведуть нічний спосіб життя. Через будову черепа передбачається, що раціон складається з комах або черв'яків. Тварина потрапила в пастку зі солодкою картоплею як приманкою.